# Pietro Lasagni
Pietro Lasagni (Caprarola, 15 giugno 1814 – Roma, 19 aprile 1885) è stato un cardinale italiano della Chiesa cattolica, nominato da papa Leone XIII.

## Biografia
Nacque a Caprarola il 15 giugno 1814, terzogenito dei quattro figli di Nicola Lasagni (1766-1833), comandante della Guardia Nazionale durante la Repubblica Romana (1798-1799) e di Carolina Toparin. 
Nel novembre del 1828 entrò nel seminario di San Salvatore a Rieti per passare, qualche anno dopo, al seminario romano. Nel marzo del 1835, gli fu assegnato dal principe Francesco Borghese un beneficio ecclesiastico nella cappella Borghesiana della basilica di Santa Maria Maggiore. Ordinato sacerdote il 17 dicembre 1836.
Dopo un breve soggiorno a Parigi, l'11 marzo 1853 entrò a far parte del tribunale della Sacra Consulta. Il 5 novembre dello stesso anno fu nominato da Pio IX delegato apostolico di Viterbo. Il 20 giugno 1856 passò alla delegazione apostolica di Forlì. Il 16 giugno 1868 fu nominato delegato apostolico di Frosinone e seppe gestire con il consueto equilibrio, l'occupazione del territorio da lui amministrato da parte delle truppe italiane nel settembre del 1870. 
Al ritorno a Roma fu nominato segretario della Congregazione Concistoriale e del Sacro Collegio cosicché, alla morte di Pio IX, rivestì nel conclave del 1878 le funzioni di segretario di Stato.
Papa Leone XIII lo elevò al rango di cardinale nel concistoro del 27 marzo 1882.
Morì il 19 aprile 1885 all'età di 70 anni.